# Radio Adria
Radio Adria war ein deutschsprachiger Hörfunksender mit Sitz in Aquileia, der von 1977 bis 1991 bestand und sich an Touristen an der nördlichen Adriaküste richtete.

## Geschichte
Anfang 1977 erhielt die Münchner Firma B. Kukan die Genehmigung für den Betrieb eines deutschsprachigen Hörfunksenders in Italien. Erste Eigentümerin des neu entstandenen Senders Radio Adria und gleichzeitig verantwortlich für die Programmgestaltung war die österreichische Tageszeitung Die Presse. Seit diesem Jahr strahlte Radio Adria 15 Jahre lang jeden Sommer (jeweils von Ende Juni bis Mitte September) sein Programm aus. 1979 wurde das Eigentum an den technischen Anlagen an die neu gegründete Firma Radio Adria SRL übertragen. Teilhaber waren zeitweilig unter anderem die Zeitschrift Hörzu und die österreichische Tageszeitung Kurier.
Aufgrund einer Neugestaltung des italienischen Mediengesetzes konnten Die Presse und Mediaprint, die zu dieser Zeit Eigentümer von Radio Adria waren, den Sender nicht weiter betreiben und verkauften ihn im Winter 1990/91. So konnte Radio Adria im darauf folgenden Sommer sein Programm wieder ausstrahlen. Allerdings war nach diesem Jahr wegen finanzieller Probleme das endgültige Aus für den Urlaubssender gekommen.

## Sendegebiet und -frequenzen
Radio Adria konnte auf den UKW-Frequenzen 96,700 MHz, 98,650 MHz und 101,650 MHz an der gesamten nördlichen Adriaküste und in Istrien empfangen werden und so ca. 3 Millionen deutschsprachiger Touristen in den klassischen Urlaubsorten Rimini, Jesolo, Bibione, Lignano Sabbiadoro, Grado, Caorle (Italien) und Poreč, Pula und Rovinj (ehemaliges Jugoslawien) erreichen. Das Studio stand zwar in der norditalienischen Stadt Aquileia, doch der eigentliche Sender befand sich zunächst auf dem Berg Piancavallo. Später mussten die Sendeanlagen an die Standorte Monte Cimone und Pedrosa verlagert werden. Weitere Sendeanlagen gab es unter anderem in der Region Rimini, in Bibione und Jesolo.

## Das Studio
Das Studio von Radio Adria war in einer Villa eingerichtet, die sich in der Via Enrico Fermi 13 in Aquileia befand. Von Anfang an konnten interessierte Hörer das Studio während der Sendezeit besuchen und so einen Blick hinter die Kulissen von Radio Adria werfen. Im Laufe der Jahre nutzten immer mehr Urlauber – vor allem bei schlechtem Wetter – diese Möglichkeit, so dass an manchen Tagen über 900 Besucher gezählt werden konnten. Als Geschenke für Besucher und Quiz-Gewinner gab es unter anderem T-Shirts, Sticker, Postkarten, Schallplatten, eine Radio-Adria-Uhr (Preis im Gewinnspiel Quiz 13), ein Radio-Adria-Kochbuch, ein Radio-Adria-Schmunzelbuch, Sonnenschutz für Windschutzscheiben, Radio-Adria-Seesäcke und Radio-Adria-Jacken.
Nach dem Ende der Radio-Adria-Ära wurde das Haus an eine private Familie verkauft.

## Programm
Das Programm von Radio Adria war bunt gemischt und auf die ganze Familie ausgerichtet. Die Musiksendungen deckten von Pop- und Rockmusik, Chansons, Klassik, Countrymusik, Schlager und Operette fast alle Geschmäcker ab. Weiters gab es Kindersendungen („Radio Bambini“, „Wer weiß mehr?“), stündlich Weltnachrichten, „Italienisch für Urlauber“, „Kochen mit Radio Adria“ und eine tägliche (!) Hitparade, die die Zuhörer durch Anrufe bestimmen konnten.
Das Stück „Wichita Lineman“ von Peter Nero war die Signation des Urlaubssenders.
Seit 1980 gab es auch regelmäßig Direktschaltungen zu anderen Radiostationen im deutschsprachigen Raum. Da Service für Urlauber der klare Schwerpunkt von Radio Adria war, wurden die Zuhörer regelmäßig mit Ausflugstipps, Veranstaltungshinweisen, aktuellen Wechselkursen, Verkehrsinformationen, Segelwetter, Informationen zu Markttagen in der Region sowie den Öffnungszeiten von Geschäften und Behörden versorgt. Daneben bot Radio Adria Daheimgebliebenen die Möglichkeit, ihre im Sendegebiet urlaubenden Angehörigen über Personenrufe zu erreichen.

## Veranstaltungen
Radio Adria konnte nicht nur von den Hörern besucht werden, sondern kam auch regelmäßig zu ihnen in die Urlaubsorte, um dort Sommerfeste und Strandspiele zu veranstalten. Der Bekanntheitsgrad von Radio Adria führte zu einer Zusammenarbeit mit vielen in- und ausländischen Firmen, Hotels, Lokalen und Pannendiensten. Auch Zeitungen berichteten oft über den Urlaubssender.

## Ehemalige Mitarbeiter
Das erste Radio-Adria-Team wurde von Günther Schifter zusammengestellt. Feste Größen für beinahe die gesamte Geschichte von Radio Adria waren die Sendeleiterin Brigitte Fritz (die Ehefrau des Gründers) und der Techniker Angelo Tognon. Viele heute vor allem in Österreich bekannte Persönlichkeiten aus Radio und Fernsehen waren in früheren Jahren Mitarbeiter von Radio Adria, z. B. Josef Hader, Jean André, Oliver Dunk,  Andy Woerz, Hary Raithofer und Oliver Baier.

## Rezeption
- Radio Adria – Eine Erfolgsgeschichte, Dokumentarfilm 2018

## Weblink
- Radio-Adria-Website